# アメイロアリ
アメイロアリ（学名: Nylanderia flavipes）とは、ハチ目アリ科アメイロアリ属に属する普通種である。

## 形態

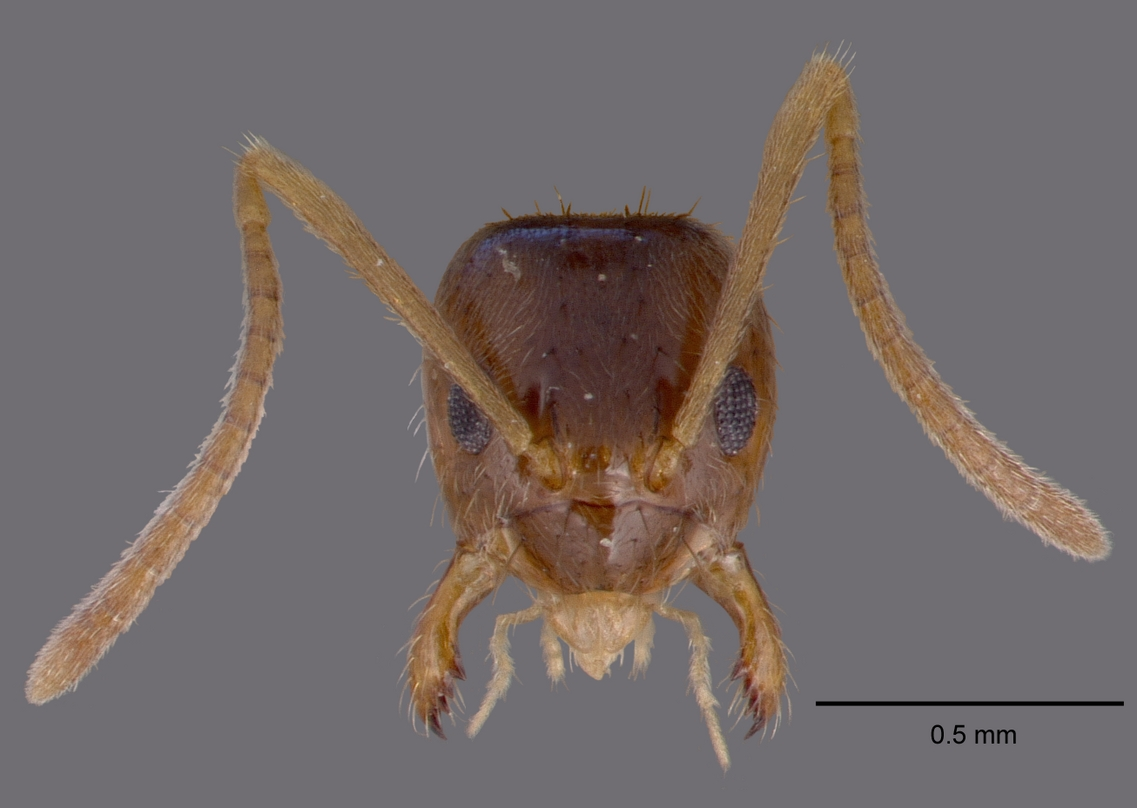
頭部

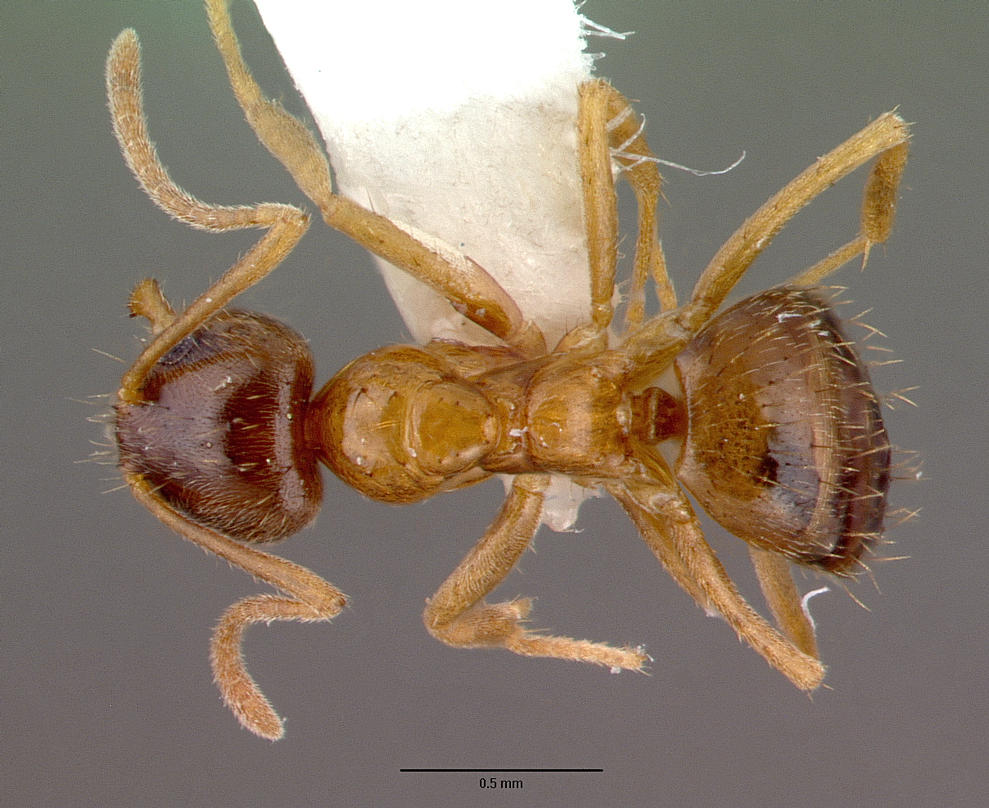
背面

働きアリの体長は2-2.5 mm、女王アリの体長は4 mm。働きアリは和名の通り胸部は飴色（黄色）をしており、胸部の色は個体差がある。頭部と腹部は黒く、ときたま腹部が黄色の個体が見られる。全身が黒褐色の個体がいることも確認されている。
働きアリ、女王共にケアリに類似する。

## 生態
石下や落葉層、倒木内などに営巣する。コロニー規模は大きくならず、500匹構成で一定する。卵から成虫になるまでは早く、期間は45日前後。
結婚飛行はケアリとは大きく異なり、秋に羽化した羽アリが巣内で冬を越し、翌年の春（4月-6月）に飛行する。長い期間にわたって徐々に飛行するため、大飛行は行わない。
交尾の仕方は非常に特殊で、空中ではなく地上で行う。また、雄は地上で縄張りを持ち、他の雄が侵入すると争いをする。雌は雄と何回も交尾をし、翅を落とし巣を作る。

## 分布
北海道，本州，四国，対馬，九州，屋久島，口永良部島，トカラ列島；中国，朝鮮半島
台湾やアメリカ合衆国でも生息が確認されているが、人為的輸入の可能性が高い。